# Iwan Wladimirowitsch Karetnikow
Iwan Wladimirowitsch Karetnikow (russisch Иван Владимирович Каретников; * 4. März 1942 in Stalingrad, Russische SFSR, Sowjetunion) ist ein ehemaliger sowjetisch-russischer Schwimmer.
Bei den Europameisterschaften 1962 in Leipzig (DDR) wurde Karetnikow Vizeeuropameister (200 m Brust) hinter seinem Landsmann Heorhij Prokopenko. Bei der Sommer-Universiade 1963 in Porto Alegre gewann er eine Goldmedaille (200 m Brust) vor dem Spanier Nazario Padrón.
1962 und 1963 war Karetnikow sowjetischer Meister (200 m Brust). Zudem stellte er mit einer Zeit von 2:31,9 min am 11. August 1963 einen Europarekord über 200 m Brust (50-m-Bahn) auf.